# Фонсека, Эрмес Эрнесту да
Э́рмес Эрне́сту да Фонсе́ка (порт. Hermes Ernesto da Fonseca, 1824, Марешал-Деодору, Алагоас, Бразильская империя — 1891, Рио-де-Жанейро, Бразилия) — бразильский военный и политический деятель, маршал. Старший брат первого президента Бразилии Деодору да Фонсеки и отец восьмого президента Эрмеса Родригиса да Фонсеки.
Участвовал в Парагвайской войне, затем работал губернатором штатов Мату-Гросу (1875—1878) и Баия (1890).